# Oeletsala
Oeletsala is een bestuurslaag in het regentschap Kupang van de provincie Oost-Nusa Tenggara, Indonesië. Oeletsala telt 1161 inwoners (volkstelling 2010).